# Копнинская волость (Покровский уезд)
Копнинская волость' — волость в составе Покровского уезда (до его упразднения в 1921 году) Владимирской губернии. Волостной центр — Копнино. Ныне территория Собинского района Владимирской области России.

## История
В середине XII — начале XIII веков территория принадлежала Ростово-Суздальскому княжеству.

## Населённые пункты
По данным на 1905 год из книги Список населённых мест Владимирской губернии в Копнинскую волость входили следующие населённые места:
- Бабанино (при деревне лесная сторожка А. В. Жарова)
- Болдино (при деревне лесные сторожки Кн. Оболенского и И. А. Толкова и кирпичные заводы Кн. Оболенского и Карпова, а также Дача Ставровской мануфактуры Бажанова)
- Болдино (станция железной дороги, близ станции дача Карповых)
- Казарма на 131 версте
- Казарма на 132 версте
- Путевая будка на 133 версте
- Путевая казарма на 134 версте
- Путевая будка при деревне Александровке на 135 версте
- Путевая будка на 137 версте
- Путевая казарма на 140 версте
- Путевая будка на 141 версте
- Камера земского начальника близ станции Болдино
- Болдинское почтовое отделение
- Братонеж (при деревне кирпичный завод И. М. Тимохина и лесная сторожка Бажанова)
- Брызгуново (при деревне лесная сторожка Товариществ Саввы Морозова и Карпова)
- Гнусово (при деревне лесная сторожка Кн. Оболенского и имения В. Я. Жарова и И. Я. Жарова)
- Жохово
- Копнино
- Коптево (при деревне лесная сторожка И. Б. Борисова)
- Костино (сельцо, при нём имение Пастушихина)
- Митрофаниха (при деревне кирпичный и горшечный заводы А. Я. Горшкова и лесная сторожка И. Б. Борисова)
- Новоселово
- Омофорово (село, при селе одноимённый погост)
- Осовец (погост)
- Осовецкое имение Симоновых
- Кирпичный завод И. Ф. Симонова
- Павловка (при деревне лесная сторожка Жарова)
- Перники (село)
- Перники (погост)
- Погост (деревня)
- Степаново (при деревне лесная сторожка Карпова)
- Сушнево (имение Карповой)
- Тарасово (при деревне лесная сторожка Карпова)
- Товарищества Саввы Морозова контора при лесной пристани
- Федотово
- Харитоново
- Цепелево (при деревне усадьба З. З. Бахарева)

## Волостное правление
По данным на 1900 год: волостной старшина — Иван Ермолаев, писарь — Александр Маркелович Маслов.
По данным на 1910 год: волостной старшина — Николай Маслов, писарь — Иван Филиппов.

## Население
В 1890 году Копнинская волость Покровского уезда включает 10631 десятин крестьянской земли, 19 селений, 1346 крестьянских дворов (25 не крестьянских), 6559 душ обоего пола. Административным центром волости было село Копнино.

## Промыслы
По данным на 1895 год жители волости занимались отхожими промыслами (плотники).

### Выпойка телят
В 1908 году в Покровском уезде этим промыслом занято более 300 дворов и более 425 человек преимущественно в Копнинской, Селищенской и в Покрово-Слободской волостях. Выпойкой телят занимаются исключительно женщины. Выпаивают телят только те дворы, что имеют по 2 и более коров. Сущность промысла заключается в том, что телёнка до 3-х недель отпаивают чистым молоком (2 раза в день, весной — 3 раза, на что уходит в день по 1/4 ведра). С 3-недельнаго возраста и до 8—10 недельного к молоку прибавляют до 1/3 воды. Молока уходит до 2/9 ведра, но к нему прибавляют лепешек из пшеничной муки 2-го сорта. Таким образом при 3 коровах выпаивают до 8 телят. Когда теленок достигнет 6—8 недель, его продают особым скупщикам-телятникам за 15—16 рублей.